# Concoide de De Sluze

La Concoide de De Sluze per a uns quants valors de a.

Les Concoide(s) de De Sluze són una família de corbes planes estudiades el 1662 per René François Walter, baró de Sluze.
Les corbes estan definides per l'equació polar
{\displaystyle r=\sec \theta +a\cos \theta \,}.
En coordenades cartesianes, les corbes satisfan l'equació implícita
{\displaystyle (x-1)(x^{2}+y^{2})=ax^{2}\,}
excepte per a =0 la forma implícita té un acnode (0,0) no present en la forma polar.
Són corbes planes racionals, circulars, cúbiques.
Aquestes expressions tenen una asímptota x =1 (per a ≠0). El punt més distant de l'asímptota és (1+a,0). (0,0) és un crunode per a <−1.
L'àrea entre la corba i l'asímptota és, per a {\displaystyle a\geq -1},
{\displaystyle |a|(1+a/4)\pi \,}
mentre que per a {\displaystyle a<-1}, l'àrea és
{\displaystyle \left(1-{\frac {a}{2}}\right){\sqrt {-(a+1)}}-a\left(2+{\frac {a}{2}}\right)\arcsin {\frac {1}{\sqrt {-a}}}.}
Si {\displaystyle a<-1}, la corba tindrà un bucle. L'àrea del bucle és
{\displaystyle \left(2+{\frac {a}{2}}\right)a\arccos {\frac {1}{\sqrt {-a}}}+\left(1-{\frac {a}{2}}\right){\sqrt {-(a+1)}}.}
Quatre dels membres de la família tenen noms particulars:
a =0, recta (asímptota a la resta de la família)
a =−1, cissoide de Diocles
a =−2, estrofoide dreta.
a =−4, Trisectriu de Maclaurin